# Swiss Open Gstaad 1995
Lo Swiss Open Gstaad 1995 è stato un torneo di tennis giocato sulla terra rossa. È stata la 81ª edizione dello Swiss Open Gstaad, che fa parte della categoria World Series nell'ambito dell'ATP Tour 1995. Si è giocato al Roy Emerson Arena di Gstaad in Svizzera, dal 10 al 16 luglio 1995.

## Campioni

### Singolare
Evgenij Kafel'nikov ha battuto in finale  Jakob Hlasek con il punteggio di 6–3, 6–4, 3–6, 6–3

### Doppio
Luis Lobo /  Javier Sánchez hanno battuto in finale  Arnaud Boetsch /  Marc Rosset con il punteggio di 6–7, 7–6, 7–6